# ロレンザ (テレビドラマ)
『ロレンザ、 ベベ・ア・ボルド』（スペイン語: Lorenza, bebé a bordo）、通称『ロレンザ』は、メキシコのテレビドラマ。ラス・エストレージャスで2019年3月22日に初公開された。
2020年9月1日に第3シーズンが発売された。

## 登場人物

### 主要キャラクター
ロレンツァ・アルテアガ・ヴィッテ
演 - バーバラ・トーレス
ルイス・エンリケ・ニグロ・マルティネス
演 - モイセス・アリズメンディ
ヴァレンティナ・アベンダーニョ
演 - マルセラ・レクオーナ
フアナ・グアダラマ
演 - マグダ・カリーナ
ラ・キュキス
演 - ヴィオレタ・イスフェル
ホアキン・ロサド・デル・モンテ
演 - フランク・メデジン
エミリアーノ
演 - ランダー・エラスティ

### その他
ロサリオ・「チャヨ」・デ・ラ・クルス・ゴメス
演 - マリア・プラド
ラウル・ペデルナル・ガルシア
演 - オズワルド・サラテ
ルチアーノ・ペレス・ガリス
演 - カルロス・ロペス